# Тринидад и Тобаго на Светском првенству у атлетици на отвореном 2017.
Тринидад и Тобаго је учествовао на Светском првенству у атлетици на отвореном 2017. одржаном у Лондону од 4. до 13. августа шеснаести пут, односно учествовао је на свим првенствима до данас. Репрезентацију Тринидада и Тобагоа представљало је 20 такмичара (12 мушкараца и 8 жена) који су се такмичили у 12 дисциплина (6 мушких и 6 женских).,
На овом првенству Тринидад и Тобаго је по броју освојених медаља делио 17. место са 2 освојене медаље (златна и бронзана). У табели успешности према броју и пласману такмичара који су учествовали у финалним такмичењима (првих 8 такмичара) Тринидад и Тобаго је са 6 учесника у финалу делио 17. место са 23 бода.
| Плас. | Земља             | 1. место | 2. место | 3. место | 4. место | 5. место | 6. место | 7. место | 8. место | Бр. финал. | Бод. |
| ----- | ----------------- | -------- | -------- | -------- | -------- | -------- | -------- | -------- | -------- | ---------- | ---- |
| =17.  | Тринидад и Тобаго | 1        | 0        | 1        | 0        | 0        | 2        | 1        | 1        | 6          | 23   |

## Учесници
| Мушкарци: - Кестон Бледман — 100 м, 4 × 100 м - Емануел Календер — 100 м, 4 × 100 м - Џерим Ричардс — 200 м - Kyle Greaux — 200 м, 4 × 100 м - Лалонд Гордон — 400 м, 4 × 400 м - Мајкл Седенио — 400 м, 4 × 400 м - Рени Квоу — 400 м, 4 × 400 м - Микел Томас — 110 м препоне - Рубин Валтерс — 110 м препоне - Moriba Morain — 4 × 100 м - Џарин Соломон — 4 × 400 м - Кишорн Волко — Бацање копља | Жене: - Мишел-Ли Ахје — 100 м, 200 м, 4 × 100 м - Кели-Ен Баптист — 100 м, 4 × 100 м - Khalifa St. Fort — 100 м, 4 × 100 м - Семој Хакет — 200 м, 4 × 100 м - Кајел Кларк — 200 м, 4 × 100 м - Домоник Вилијамс — 400 м - Дебора Џон — 100 м препоне - Спаркл Макнајт — 400 м препоне |  |

## Освајачи медаља (2)

### Злато (1)
- Џарин Саломон, Џерим Ричардс, 
 Мајкл Седенио, Лалонд Гордон, Рени Квоу* — 4 х 400 м

### Бронза (1)
- Џерим Ричардс  — 200 м

## Резултати

### Мушкарци
| Атлетичар                                                          | Дисциплина    | Лични рекорд | Предтакмичење  | Предтакмичење | Квалификације         | Квалификације         | Полуфинале            | Полуфинале            | Финале                | Финале       | Детаљи |
| Атлетичар                                                          | Дисциплина    | Лични рекорд | Резултат       | Место         | Резултат              | Место                 | Резултат              | Место                 | Резултат              | Место        | Детаљи |
| ------------------------------------------------------------------ | ------------- | ------------ | -------------- | ------------- | --------------------- | --------------------- | --------------------- | --------------------- | --------------------- | ------------ | ------ |
| Кестон Бледман                                                     | 100 м         | 9,86         | слободни       | слободни      | 10,26                 | 4. у гр. 5            | Нису се квалификовали | Нису се квалификовали | Нису се квалификовали | 29 / 58 (62) |        |
| Емануел Календер                                                   | 100 м         | 10,05        | слободни       | слободни      | 10,25                 | 5. у гр. 2            | Нису се квалификовали | Нису се квалификовали | Нису се квалификовали | 27 / 58 (62) |        |
| Џерим Ричардс                                                      | 200 м         | 19,97        |                |               | 20,05 КВ              | 1. у гр. 2            | 20,14 КВ              | 1. у гр. 2            | 20,11 (.107)          |              |        |
| Kyle Greaux                                                        | 200 м         | 20,19        | 20,48 КВ       | 2. у гр. 5    | 20,65                 | 5. у гр. 1            | Није се квалификовао  | 19 / 46 (50)          |                       |              |        |
| Мајкл Седенио                                                      | 400 м         | 44,01 НР     | 45,77 КВ       | 3. у гр. 2    | 45,91                 | 7. у гр. 3            | Није се квалификовао  | 21 / 49 (52)          |                       |              |        |
| Рени Квоу                                                          | 400 м         | 44,53        | 45,95          | 2. у гр. 6    | Није се квалификовао  | Није се квалификовао  | Није се квалификовао  | 16 / 49 (52)          |                       |              |        |
| Лалонд Гордон                                                      | 400 м         | 44,42        | 45,02 КВ       | 2. у гр. 1    | 45,20                 | 5. у гр. 2            | Није се квалификовао  | 15 / 49 (52)          |                       |              |        |
| Микел Томас                                                        | 110 м препоне | 13,17 НР     | 13,98          | 7. у гр. 5    | Нису се квалификовали | Нису се квалификовали | Нису се квалификовали | 37 / 39 (41)          |                       |              |        |
| Рубин Валтерс                                                      | 110 м препоне | 13,30        | 13,63 (.630)   | 6. у гр. 2    | Нису се квалификовали | Нису се квалификовали | Нису се квалификовали | 30 / 39 (41)          |                       |              |        |
| Кестон Бледман Kyle Greaux Moriba Morain Емануел Календер          | 4 х 100 м     | 37,62 НР     | 38,61 НРС      | 5. у гр. 1    |                       |                       | Нису се квалификовали | 9 / 14 (16)           |                       |              |        |
| Џарин Саломон Џерим Ричардс Мајкл Седенио Лалонд Гордон Рени Квоу* | 4 х 400 м     | 2:58,20 НР   | 2:59,35 КВ НРС | 2. у гр. 2    | 2:58,12 СРС, НР       |                       |                       |                       |                       |              |        |
| Кишорн Волкот                                                      | Бацање копља  | 90,16 НР     | 86,01 КВ       | 2. у гр. Б    | 84,48                 | 7 / 31 (32)           |                       |                       |                       |              |        |

### Жене
| Атлетичарка                                                   | Дисциплина    | Лични рекорд | Квалификације       | Квалификације       | Полуфинале            | Полуфинале            | Финале                | Финале                | Детаљи                                   |
| Атлетичарка                                                   | Дисциплина    | Лични рекорд | Резултат            | Место               | Резултат              | Место                 | Резултат              | Место                 | Детаљи                                   |
| ------------------------------------------------------------- | ------------- | ------------ | ------------------- | ------------------- | --------------------- | --------------------- | --------------------- | --------------------- | ---------------------------------------- |
| Мишел-Ли Ахје                                                 | 100 м         | 10,82 НР     | 11,14 (.135) КВ     | 3. у гр. 5          | 11,04 кв              | 3. у гр. 3            | 11,01                 | 6 / 46 (47)           |                                          |
| Кели-Ен Баптист                                               | 100 м         | 10,84        | 11,21 (.207) кв     | 4. у гр. 6          | 11,07 кв              | 3. у гр. 1            | 11,09                 | 8 / 46 (47)           |                                          |
| Khalifa St. Fort                                              | 100 м         | 11,06        | 11,44               | 5. у гр. 2          | Није се квалификовала | Није се квалификовала | Није се квалификовала | 31 / 46 (47)          |                                          |
| Семој Хакет                                                   | 200 м         | 22,51        | 23,50 КВ            | 2. у гр. 7          | 23,54                 | 8. у гр. 2            | Није се квалификовала | 23 / 46 (49)          |                                          |
| Кајел Кларк                                                   | 200 м         | 22,97        | 23,75               | 6. у гр. 4          | Није се квалификовала | Није се квалификовала | Није се квалификовала | 35 / 46 (49)          |                                          |
| Мишел-Ли Ахје                                                 | 200 м         | 22,25 НР     | Није стартовала     | Није стартовала     | Није се квалификовала | Није се квалификовала | Није се квалификовала | Није се квалификовала |                                          |
| Домоник Вилијамс                                              | 400 м         | 51,90        | 53,72               | 8. у гр. 4          | Није се квалификовала | Није се квалификовала | Није се квалификовала | 17 / 36 (37)          |                                          |
| Дебора Џон                                                    | 100 м препоне | 13,07        | Није завршила трку' | Није завршила трку' | Није се квалификовала | Није се квалификовала | Није се квалификовала | Није се квалификовала |                                          |
| Спаркл Макнајт                                                | 400 м препоне | 55,41        | 55,46 КВ, ЛРС       | 4. у гр. 1          | 56,59                 | 8. у гр. 1            | Није се квалификовала | 17 / 36 (37)          |                                          |
| Семој Хакет, Мишел-Ли Ахје, Khalifa St. Fort, Кели-Ен Баптист | 4 х 100 м     | 42,03 НР     | 42,91 КВ, НРС       | 2. у гр. 2          |                       |                       | 42,62 НРС             | 6 / 13 (16)           | Архивирано на веб-сајту (4. август 2018) |